# 盘岭
盘岭山脉，又称磨盘山脉。位于吉林省延边州，为珲春县、图们市与汪清县界山。

## 位置
西自图们市附近，东止珲春县春化附近，近东西走向，长约100公里，向南延伸的支脉较多，走向紊乱。

## 地质
主脉山岭多为华力西期花岗岩、侏罗系火山岩，局部山顶覆有第三纪玄武岩，并构成熔岩方山。南部支脉山岭多由二叠系变质岩组成，断裂构造发育。

## 地貌
岭南有珲春河和密江等图们江支流。以中山、低山为主，海拔800～1200米，由于南麓的珲春盆地海拔仅20米左右，相对高度较大。山体破碎，山顶浑圆。通往山区的道路多盘旋回转。主要山峰有老爷岭（1477．4）米、磨盘山（1114．5米）、荒沟岭（868．8米）等。山上植被覆盖率较大，南侧山麓及沿密江和石头河谷地山坡多为耕地，水土流失明显。